# دریای سارگاسو

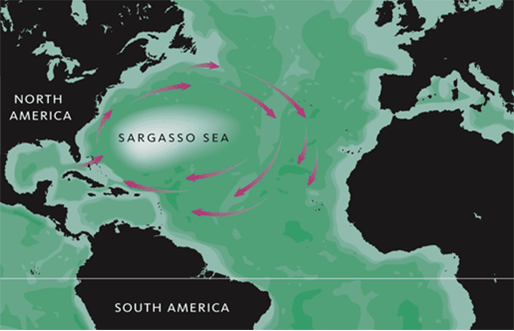
موقعیت مکانی دریای سارگاسو و جریان‌های اقیانوسی

دریای سارگاسو (به انگلیسی: Sargasso Sea) بخشی از آب‌های اقیانوس اطلس شمالی است که تقریباً بین جزایر هند غربی و مجمع‌الجزایر آزور در عرض‌های جغرافیایی ۲۰ درجه تا ۳۵ درجهٔ شمالی و طول‌های جغرافیایی ۳۰ درجه تا ۷۰ درجهٔ غربی واقع شده است. این دریا بیضوی‌شکل و تقریباً ساکن است و در آن سامانه‌ای از جریان‌های اقیانوسی در جهت حرکت عقربه‌های ساعت جریان دارد که امواج گلف استریم (نشأت‌گرفته از خلیج مکزیک) لبهٔ غربی آن را شکل می‌دهد.
دریای سارگاسو عمقی بین ۱۵۰۰ تا ۷۰۰۰ متر دارد و مشخصهٔ آن وجود جریان‌های ضعیف، بارش کم، تبخیر زیاد، بادهای ملایم و آب‌های گرم و شوری است که در کنار یکدیگر تشکیل بیابانی دریایی را داده‌اند که تا حد بسیار زیادی عاری از پلانکتون، غذای اصلی ماهیان است. دریای سارگاسو فاقد ساحل است.
دیگر مشخصهٔ این دریا فراوانی جلبک‌های دریایی قهوه‌ای‌رنگی از سردهٔ سارگاسوم در سطح آن است که توسط کیسه‌های هوای کوچک توت‌مانند خود در سطح آب شناورند. همچنین نوع ویژه‌ای از زیست دریایی در اطراف این جلبک‌ها پدید آمده است.
کریستف کلمب نخستین کسی است که طی سفر اکتشافی‌اش در ۱۴۹۲ از دریای سارگاسو نام برد. وجود جلبک‌ها از نظر او نشانگر نزدیکی به خشکی بود و همین او را به ادامهٔ راهش ترغیب نمود اما بسیاری از دریانوردانِ پیش از او از گیر افتادن در داخل این تودهٔ شناور گیاهی وحشت داشتند و از ادامهٔ مسیر منصرف شدند.
دریای سارگاسو محیطی غنی را برای مطالعهٔ زیست‌شناسان دریایی فراهم آورده است. جزایر برمودا در شمال غربی این دریا واقع شده‌اند.
دریای سارگاسو مساحتی در حدود ۴٫۱۶ میلیون کیلومتر مربع را پوشش می‌دهد. این دریا با چهار جریان اقیانوسی احاطه شده است: جریان گلف استریم از غرب، جریان اطلس شمالی از شمال، جریان قناری از شرق و جریان استوایی شمالی از جنوب. این جریان‌ها یک چرخاب بزرگ به نام چرخاب اطلس شمالی را تشکیل می‌دهند که محدوده‌های دریای سارگاسو را مشخص می‌کند.

## تاریخچه
تاریخچه کشف و شناخت دریای سارگاسو به قرن پانزدهم بازمی‌گردد. یکی از قدیمی‌ترین منابع دربارهٔ این دریا، نقشه‌ای از گابریل دِ والسکا، نقشه‌نگار کاتالانی اهل مایورکا، است. در این نقشه، حضور جزایری در این منطقه مشخص شده که احتمالاً نشان‌دهنده اکتشافات اولیه دیوگو دِ سیلوس در سال ۱۴۲۷ بوده است. بعدها در سال ۱۴۳۱، گونزالو ولهو برای تعیین مکان این جزایر مأمور شد، اما به دلیل شرایط نامساعد جوی مجبور به بازگشت شد. همچنین در سفرهای مشهور کریستف کلمب در سال ۱۴۹۲، او از مشاهده توده‌های بزرگ گیاهان دریایی در این منطقه یاد می‌کند که گمان می‌کرد ممکن است باعث به دام افتادن کشتی‌هایش شود.
در قرون بعدی، دریای سارگاسو به یک منطقه مهم برای تحقیقات علمی تبدیل شد. در سال ۱۶۰۹، کشتی سی ونچر انگلیسی به دلیل طوفان به ساحل برمودا برخورد کرد و این حادثه آغازگر استقرار بریتانیایی‌ها در برمودا شد. در اوایل قرن بیستم، اکتشافات علمی مهمی در این دریا صورت گرفت. به عنوان مثال، در دهه ۱۹۲۰، یوهانس اشمیت در جریان سفرهای اکتشافی دریافته بود که مارماهی اروپایی برای زادآوری به این دریا مهاجرت می‌کند. در سال ۱۹۳۲، ویلیام بیبه و اوتیس بارتون نیز با انجام یک غواصی تاریخی در عمق این دریا، توانستند مشاهدات علمی ارزشمندی دربارهٔ جانوران دریایی انجام دهند. در دهه ۱۹۸۰، تیمی از محققان موفق به کشف نوعی میکروارگانیسم جدید به نام پروکلوروکوکوس در این دریا شدند.
یکی از رویدادهای مرتبط با این دریا، ناپدید شدن دونالد کراوهرست، بازرگان و ملوان آماتور بریتانیایی، در سال ۱۹۶۹ بود. او که در حال شرکت در مسابقه جهانی قایق‌رانی پیراناوبری بود، پس از گرفتار شدن قایقش در دریای سارگاسو، به دروغ موقعیت خود را از طریق رادیو اعلام می‌کرد تا نشان دهد هنوز در مسابقه حضور دارد. در نهایت، قایق او در ۱۰ ژوئیه بدون سرنشین پیدا شد و سرنوشت دقیق او همچنان در هاله‌ای از ابهام قرار دارد.
به دلیل جریان‌های اقیانوسی متغیر که دریای سارگاسو را احاطه کرده‌اند، مرزهای دقیق آن همواره در حال تغییر است. برای تعیین مرزهای دقیق آن، عواملی مانند مسیر جریان‌های اقیانوسی، تراکم گیاه سارگاسوم و وضعیت توپوگرافی بستر دریا مورد توجه قرار گرفته‌اند. در گزارشی در سال ۲۰۱۱، این مرزها بر اساس مجموعه‌ای از این عوامل بین ۲۲ تا ۳۸ درجه شمالی و ۴۳ تا ۷۶ درجه غربی تعیین شد. این دریا به دلیل تنوع زیستی غنی، اهمیت ویژه‌ای در اکوسیستم اقیانوسی و مطالعات اقیانوس‌شناسی دارد.

## بوم‌شناسی

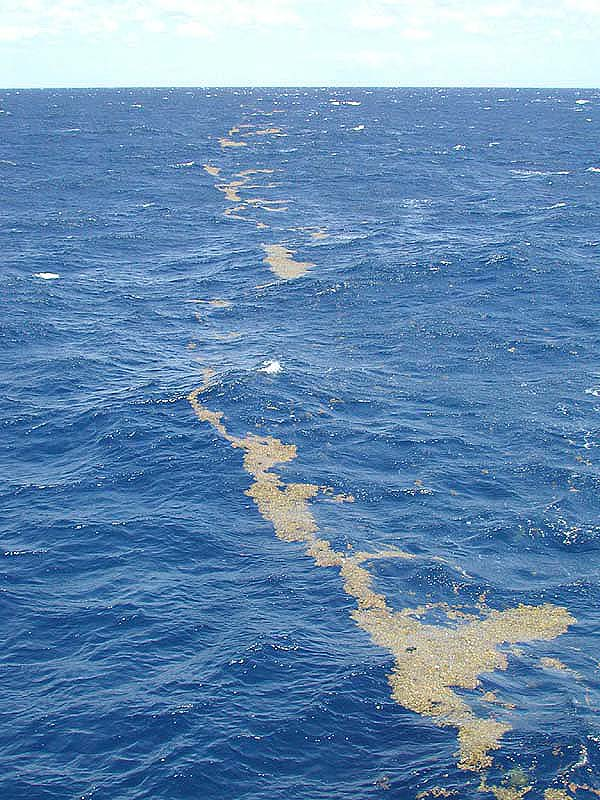
خطوطی از سارگاسوم در دریای سارگاسو

دریای سارگاسو زیستگاه جلبک دریایی از گونهٔ سارگاسوم است که به صورت توده‌های شناور روی سطح آب دیده می‌شود. بزرگ‌ترین تودهٔ از این نوع در جهان، کمربند بزرگ سارگاسوم اقیانوس اطلس است. توده‌های سارگاسوم معمولاً برای ناوبری کشتی‌ها تهدیدی محسوب نمی‌شوند و روایت‌های تاریخی از گیر افتادن کشتی‌های بادبانی در این دریا بیشتر به دلیل بادهای آرام عرض‌های اسبی بوده است.
دریای سارگاسو نقشی کلیدی در مهاجرت ماهیان، به‌ویژه گونه‌های مارماهی اروپایی، مارماهی آمریکایی و مارماهی بزرگ آمریکایی ایفا می‌کند. تخم‌های این ماهی‌ها در این دریا می‌ریزند و نوزادان آن‌ها برای رشد به سمت اروپا یا سواحل شرقی آمریکای شمالی حرکت می‌کنند. این مارماهی‌ها در اواخر زندگی خود، پس از رسیدن به بلوغ، به دریای سارگاسو بازمی‌گردند تا تخم بگذارند. همچنین باور بر این است که لاک‌پشت سرخ پس از تولد، با استفاده از جریان‌های دریایی مانند گلف استریم به دریای سارگاسو می‌رسد و در میان توده‌های سارگاسوم پنهان می‌شود تا از شکارچیان در امان بماند، تا زمانی که به بلوغ برسد. همچنین، ماهی سارگاسوم که از گونه‌های قورباغه‌ماهی است، به‌طور خاص برای استتار در میان سارگاسوم سازگار شده است. میلیون‌ها مارماهی اروپایی نیز در این دریا متولد شده و سفری سه‌ساله را برای بازگشت به بریتانیا و آب‌های سرزمینی آن آغاز می‌کنند. علاوه بر این، بسیاری از پرنده دریایی‌ها نیز در طول مسیر مهاجرت خود، بر فراز این دریا پرواز کرده و از منابع غذایی آن بهره‌مند می‌شوند.
در اوایل دهه ۲۰۰۰، دریای سارگاسو به عنوان بخشی از طرح نمونه‌برداری جهانی اقیانوس‌ها مورد بررسی قرار گرفت تا تنوع زیستی ریزاندامگان‌های آن از طریق متاژنومیک ارزیابی شود. برخلاف نظریه‌های پیشین، نتایج نشان داد که این دریا دارای تنوع زیادی از گونه‌های پروکاریوت است.
سارگاسوم، که معمولاً به عنوان جلبک دریایی شناخته می‌شود، یکی از گونه‌های مهم گیاه دریایی است که مانند سایر جلبک‌ها، اکسیژن تولید می‌کند. بر اساس اندازه‌گیری‌های سال ۱۹۷۵ و تخمین کل جرم سارگاسوم در این دریا، مشخص شده که دریای سارگاسو ممکن است در هر ساعت ۲٫۲ میلیارد لیتر اکسیژن تولید کند، که آن را به یکی از منابع اصلی تولید اکسیژن در اتمسفر زمین تبدیل می‌کند.

## تهدیدات
مانند بسیاری از اکوسیستم‌های دریایی منحصر به فرد، دریای سارگاسو نیز با تهدیداتی از جمله صنعت ماهیگیری، آلودگی پلاستیک، چاه نفت و استخراج معادن در اعماق دریا مواجه است.

### آلودگی
به دلیل جریان‌های سطحی، دریای سارگاسو غلظت بالایی از زباله‌های پلاستیک غیرقابل تجزیه را در خود جای می‌دهد. این منطقه شامل زباله‌دان بزرگ اطلس شمالی است.
چندین کشور و سازمان‌های غیردولتی برای حفاظت از دریای سارگاسو همکاری کرده‌اند. یکی از این نهادها، کمیسیون دریای سارگاسو است که در ۱۱ مارس ۲۰۱۴ با مشارکت دولت‌های جزایر آزور (پرتغال)، برمودا (بریتانیا)، موناکو، بریتانیا و ایالات متحده آمریکا تأسیس شد.
در آب‌های آلوده به پلاستیک دریای سارگاسو، باکتری‌هایی که توانایی مصرف پلاستیک دارند، شناسایی شده‌اند. با این حال، مشخص نیست که آیا این باکتری‌ها در نهایت سموم موجود در پلاستیک را تجزیه و پاک‌سازی می‌کنند یا اینکه این سموم را در زیست‌بوم میکروبی دریایی به نقاط دیگر منتقل می‌کنند. زباله‌های پلاستیکی می‌توانند مواد شیمیایی سمی را از آلودگی دریایی جذب کنند که این امر ممکن است به مسمومیت جاندارانی منجر شود که از این زباله‌ها تغذیه می‌کنند.

### سایر تهدیدات
فعالیت‌های انسانی در دریای سارگاسو، مانند صید بی‌رویه و کشتیرانی، به این زیست‌بوم آسیب رسانده است.

## بازنمایی در فرهنگ عامه
دریای سارگاسو در ادبیات و رسانه‌ها اغلب به عنوان منطقه‌ای اسرارآمیز توصیف می‌شود. این دریا در آثار داستانی به‌عنوان منطقه‌ای خطرناک به تصویر کشیده می‌شود که کشتی‌ها در آن به دام جلبک دریایی افتاده و برای قرن‌ها قادر به فرار نیستند. در ژانر علمی-تخیلی نیز، مفاهیمی مانند «دریای سارگاسو در فضا» به عنوان الگوهای تکرارشونده مورد استفاده قرار می‌گیرند.

### ادبیات
در شعر Portrait d'une Femme از ازرا پاوند، این عبارت آمده است: «ذهن و وجود تو، دریای سارگاسوی ماست»، که نشان می‌دهد زنی که مورد خطاب شعر قرار گرفته، به عنوان گنجینه‌ای از اطلاعات و حقایق پراکنده توصیف می‌شود.
دریای سارگاسو همچنین در آثار کلاسیک ادبیات فانتزی مانند آثار ویلیام هوپ هاجسون، از جمله رمان قایق‌های "گلن کاریگ" (۱۹۰۷) و داستان‌های کوتاه مرتبط با "ماجراهای دریای سارگاسو"، حضور دارد. در رمان مشهور ژول ورن با عنوان بیست هزار فرسنگ زیر دریا، دریای سارگاسو و نحوه شکل‌گیری آن توصیف شده است. همچنین، رمان در دریای سارگاسو اثر توماس الیبون ژانویه در سال ۱۸۹۸ منتشر شد.
Uncharted Seas (۱۹۳۸) یک رمان فانتزی اثر دنیس ویتلی است که دربارهٔ یک کشتی باری به دام افتاده در دریای سارگاسو است. در این داستان، کشتی در میان جلبک‌های کشنده، سخت‌پوستان قاتل و نوادگان کنکیستادورهای اسپانیایی و دزدان دریایی که از گذشته در این مکان سرگردان مانده‌اند، محاصره شده است. این رمان در سال ۱۹۶۸ توسط هامر فیلمز و هفت هنر به فیلمی ماجراجویانه به نام قاره گمشده (فیلم ۱۹۶۸) تبدیل شد.
رمان دریای وسیع سارگاسو (۱۹۶۶) اثر جین ریس از رمان جین ایر اثر شارلوت برونته الهام گرفته و به پیشینه، تجربیات و دیدگاه برتا میسون، یکی از شخصیت‌های رمان جین ایر، می‌پردازد. این رمان دو بار اقتباس سینمایی داشته است؛ یک نسخه در سال دریای وسیع سارگاسو (۱۹۹۳) و نسخه دیگر در سال دریای وسیع سارگاسو (فیلم ۲۰۰۶) منتشر شد.
داستان زندانیان دریای سارگاسو در شماره ۱۲۲ کمیک بتمن که در مارس ۱۹۵۹ منتشر شد، روایت می‌شود. در این داستان، بتمن با کشتی‌هایی مواجه می‌شود که برای قرن‌ها در این دریا به دام افتاده‌اند. در این ماجرا، بتمن و رابین  با دزد دریایی جولی راجر، اریک سرخ و فلاویوس از روم باستان دیدار می‌کنند. آن‌ها به بتمن توضیح می‌دهند که یک مه عجیب برخاسته از جلبک‌های دریایی باعث زنده ماندن و عدم پیری آن‌ها شده است.

### موسیقی
- نوازندگان گیتار جان آبرکرامبی  و رالف تاونر در سال ۱۹۷۶ آلبومی با نام دریای سارگاسو (آلبوم جان آبرکرامبی و رالف تاونر) منتشر کردند.[۲۸]
- قطعه ششم از آلبوم All on the First Day که در سال ۱۹۷۲ توسط تونی، کارو و جان منتشر شد، دریای سارگاسو نام دارد.[۲۹]
- قطعه نهم آلبوم باران آفتاب اثر تائکو اونوکی که در سال ۱۹۷۷ منتشر شد، دریای سارگاسو نام دارد.[۳۰]
- سومین آلبوم گروه پرام (گروه)، دریای سارگاسو (آلبوم پرام) نام دارد.[۳۱]
- در سال ۱۹۹۸، گروه کوازی  در آلبوم با حضور "پرندگان" قطعه‌ای به نام Sea Shanty دارد که به "دریای تیره و تار سارگاسو" اشاره دارد.
- ویدئوی ترانه "داشبورد" که توسط مادست ماوس در سال ۲۰۰۷ منتشر شد، دریای سارگاسو را در نقشه نشان می‌دهد و به عنوان صحنه رویدادهای ویدئو معرفی می‌کند.[۳۲]
- دومین قطعه از آلبوم ۲۰۰۹ گروه اسکیل د سامیت به نام کندن دره‌های بیابانی، دریای سارگاسو نام دارد.[۳۳]
- آلبوم انفرادی سال ۲۰۰۲ اسکای بیلینسون، گیتاریست آرژانتینی، از میان دریای سارگاسو نام دارد.
- در قطعه دوم آلبوم تلفن لمسی اثر گروه لمون دیمون که در سال ۲۰۱۶ منتشر شد، اشاره‌ای به دریای سارگاسو با این شعر شده است: «به زودی مرا در ابرسارگاسوی دریا کشف خواهند کرد!»[۳۴]
- تیم بلیس در سال ۲۰۲۴، آهنگی با نام "Sargasso" منتشر کرد که یک پارودی از ترانه‌های "اسپرسو " اثر سابرینا کارپنتر و "احساسات " اثر کالوین هریس است. این آهنگ به روش تولید مثل مارماهی در دریای سارگاسو می‌پردازد.[۳۵]

### تلویزیون
- معمای مردان مارمولکی، اولین قسمت آزمایشی سریال پویانمایی جانی کوئست در سال ۱۹۶۴ بود. داستان این قسمت دربارهٔ ناپدید شدن چندین کشتی در دریای سارگاسو و یک پایگاه لیزری مخفی در یک کشتی شکسته متعلق به قرن هجدهم است.
- در قسمت دوم فصل سوم سریال بادبان‌های سیاه در سال ۲۰۱۴، کاپیتان فلینت و خدمه کشتی والروس چندین قسمت در دریای سارگاسو گرفتار می‌شوند.